# Peter Rosén
Peter Jerker Rosén, född 1949, är en svensk jurist som var lagman i Blekinge tingsrätt från 2001 till 2003 och kammarrättspresident i Kammarrätten i Jönköping från 2003 till 2014.
Rosén utnämndes 15 januari 1996  till lagman i Länsrätten i Blekinge län efter att före dess varit chefsjurist vid Boverket.. Han blev lagman i Karlskrona tingsrätt från 1998 som följdes av tidsbegränsade anställningar som lagman i Ronneby tingsrätt år 2000, i Sölvesborgs tingsrätt år 2000 och i Karlshamns tingsrätt år 2001. Han blev 2001 lagman i den sammanslagna tingsrätten, Blekinge tingsrätt. Han utnämndes 18 juni 2003 till kammarrättspresident i Kammarrätten i Jönköping.